# Reliquie cristiane
Lista di reliquie cristiane celebri:

## Reliquie di Gesù

### Strumenti della Passione

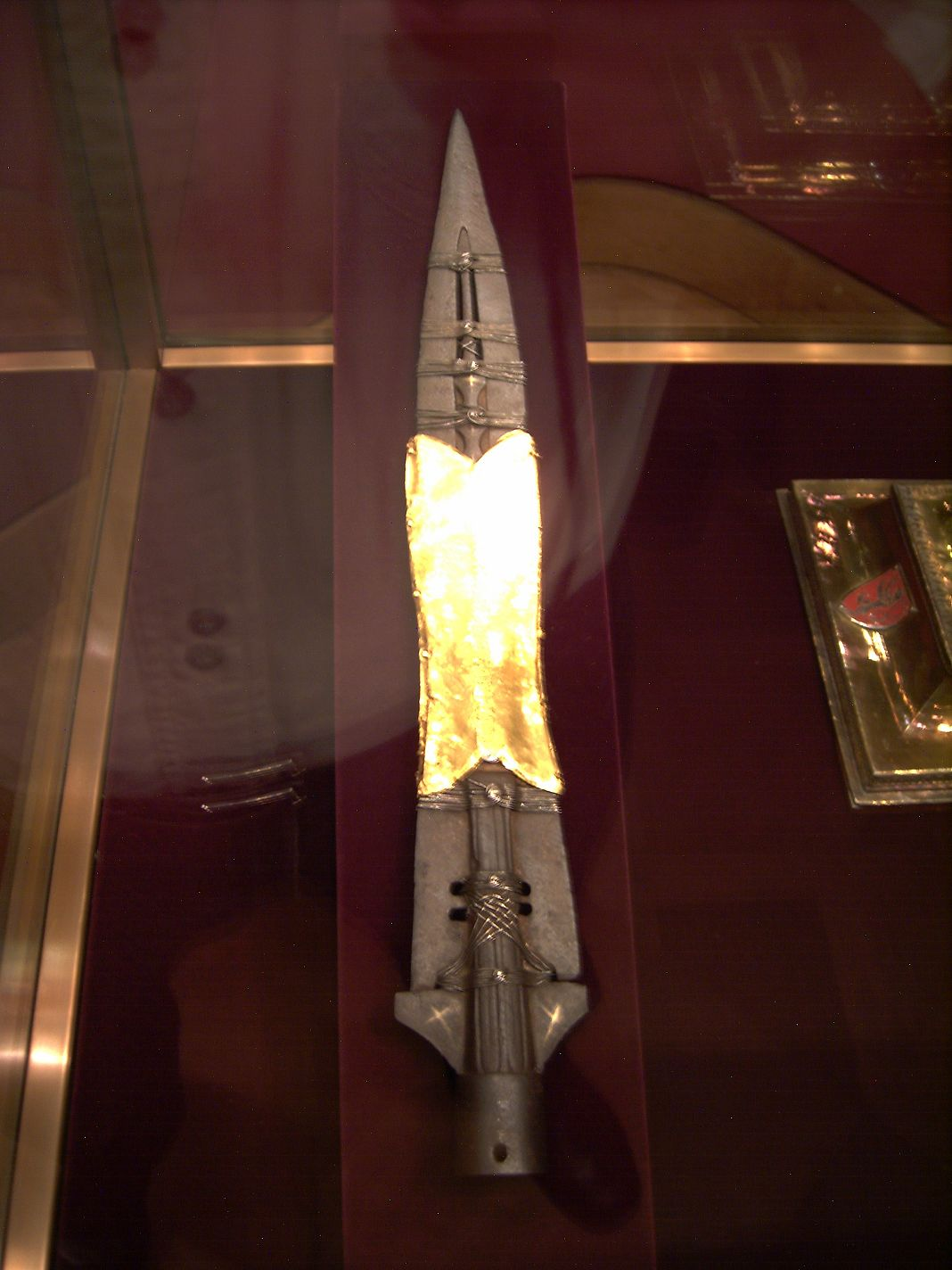
La lancia di Longino, il centurione che colpì Cristo

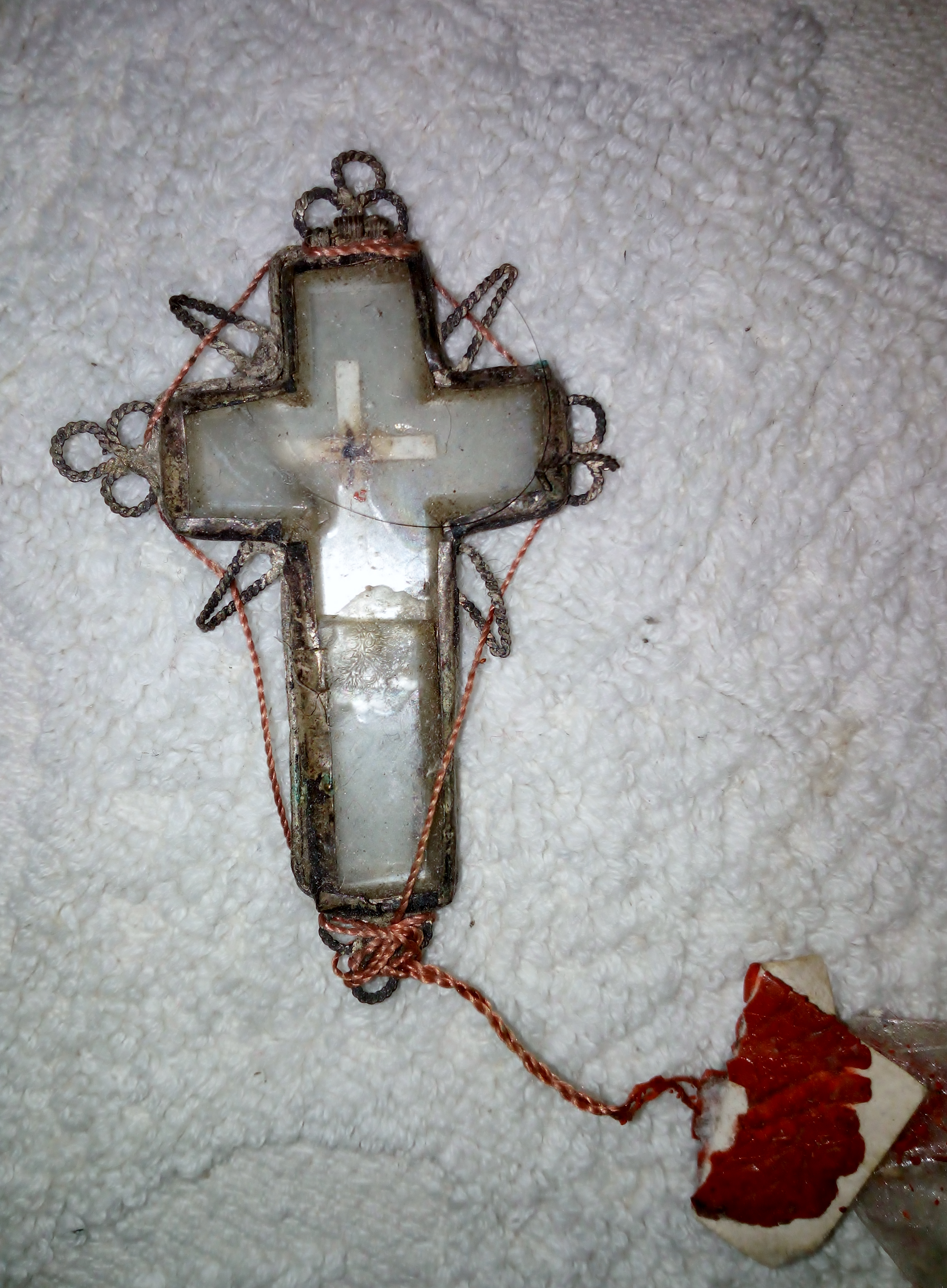
Reliquiario Stauroteca Lignum Crucis (secoli XVII-XVIII)

Sono detti strumenti della Passione gli attrezzi e gli oggetti usati per la crocefissione di Gesù. Secondo la tradizione, molti di questi oggetti sarebbero stati rinvenuti a Gerusalemme da Elena, madre dell'imperatore Costantino, nel IV secolo.
- La Croce alla quale venne crocifisso Gesù sarebbe stata trovata insieme a quelle dei due ladroni scavando il terreno del Golgota. Si racconta che venne riconosciuta miracolosamente: accostando le tre croci a una malata, questa sarebbe stata guarita all'esposizione della terza. La "Vera Croce" rimase esposta a Gerusalemme; sottratta dai Persiani nel VII secolo, venne recuperata dall'imperatore bizantino Eraclio I. Nel 1187 venne portata dai Crociati sul campo di battaglia di Hattin, perché assicurasse loro la vittoria contro il Saladino; la battaglia invece fu perduta e della croce si persero le tracce per sempre. Tuttavia nei secoli precedenti ne erano stati prelevati numerosi frammenti che sono tuttora conservati in molte chiese. Erasmo da Rotterdam ironicamente affermava che ne circolavano così tanti che con quel legno si sarebbe potuta costruire una nave. Una recente ricerca[1] stima invece che i frammenti oggi esistenti, messi insieme, costituiscano solo circa un decimo del volume della croce di Elena. Tuttavia l'enorme quantità di reliquie della Croce che vi era nei tempi passati era tanto leggendaria, che si trovarono diverse spiegazioni. San Paolino ne propose una miracolosa, ovvero il fenomeno "della reintegrazione della Croce": se ne potevano staccare tutti i frammenti che si voleva, ma, a fronte di qualunque prelievo di legno, la croce restava sempre integra[2]. Le reliquie con frammenti della Croce sono chiamate Lignum Crucis.

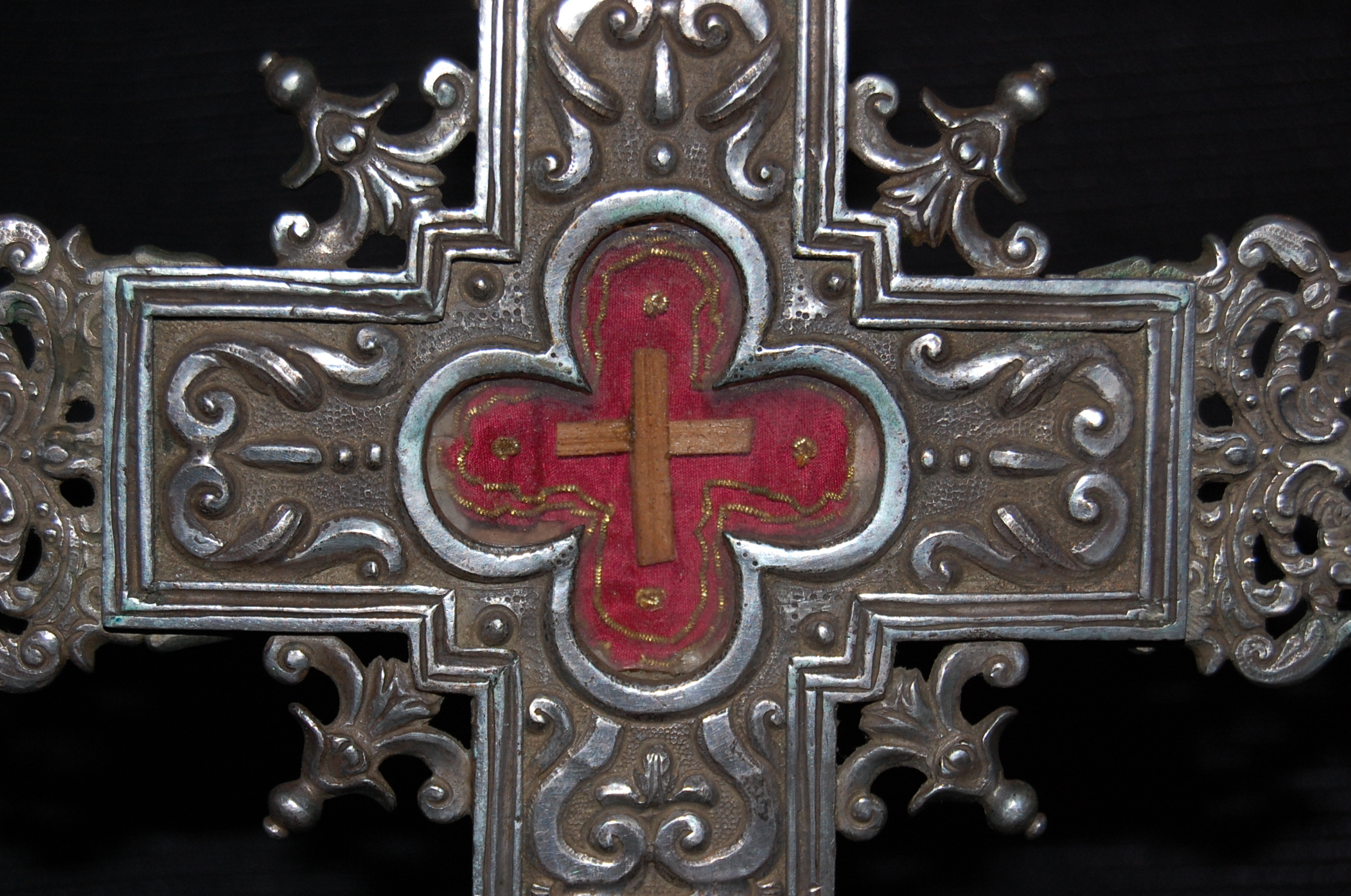
Reliquiario Stauroteca - Vera Croce di Cristo Signore -

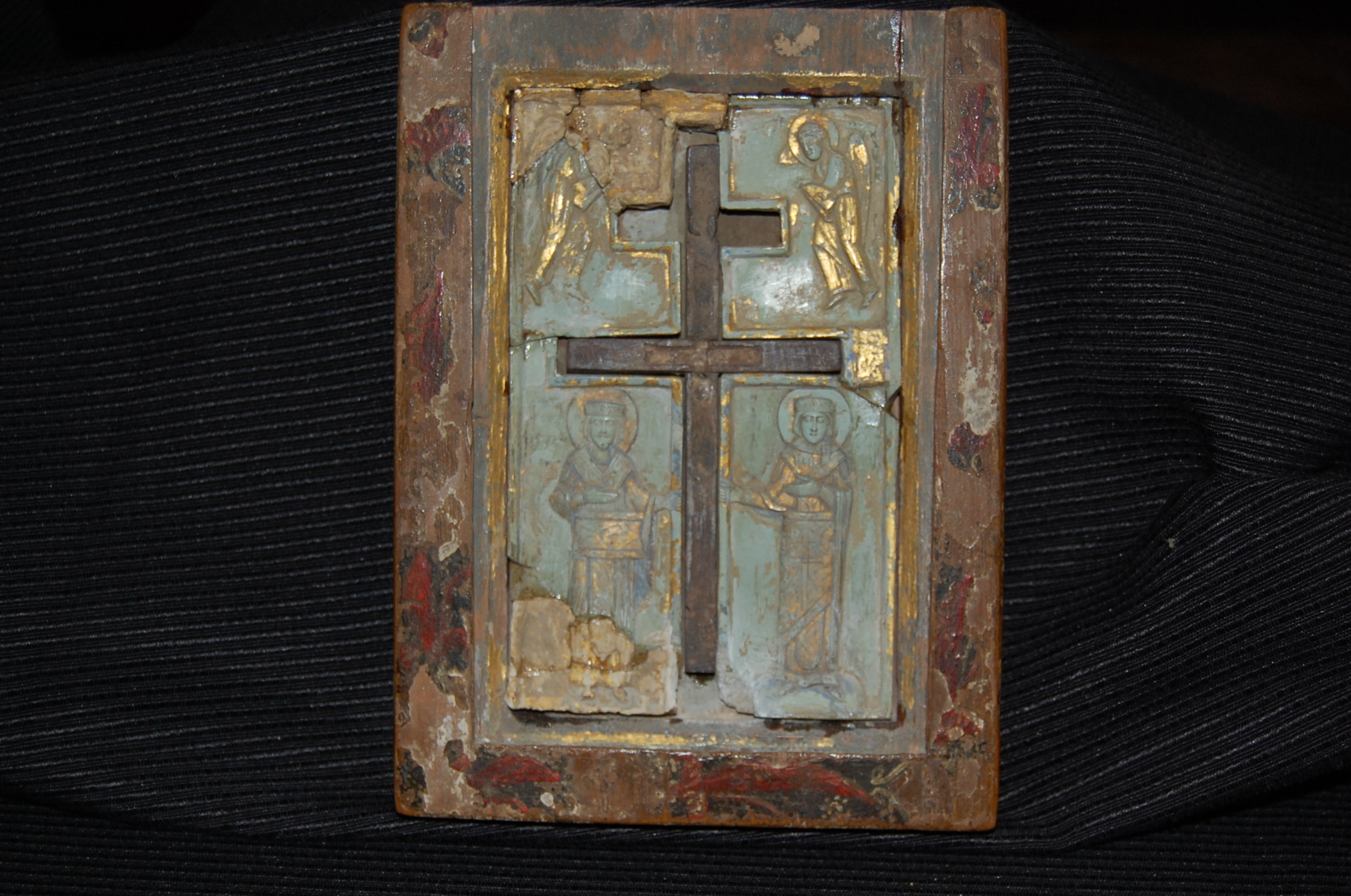
Stauroteca di Lentini
Datata tra il secolo IX e il XI secolo

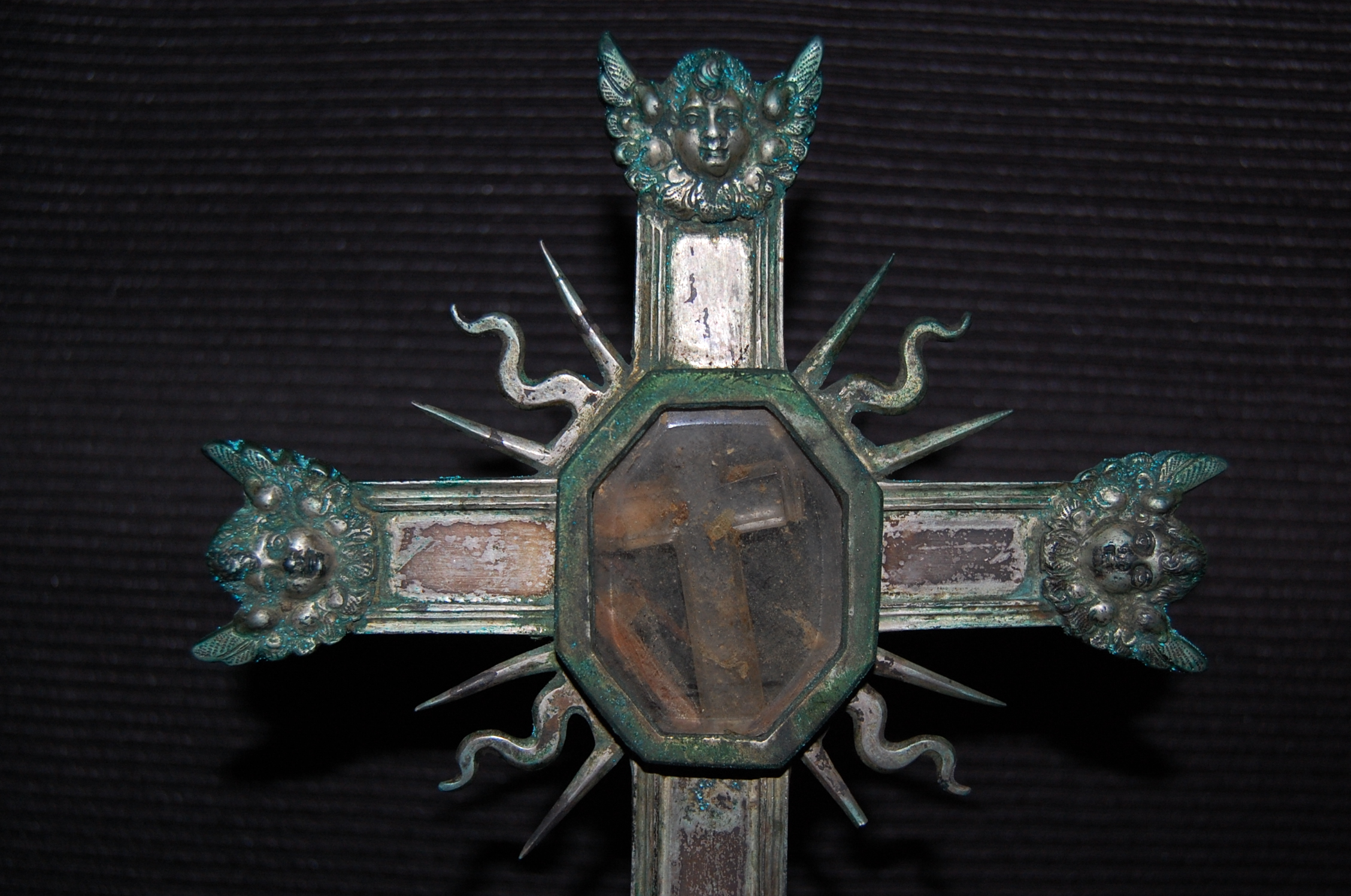
Stauroteca in custodia presso l'ex cattedrale di Lentini Santa Maria la Cava e Sant'Alfio.
Reliquiario in rame sbalzato e cesellato. Datato secolo XV

Reliquie del legno della Santa Croce sono conservate in molte chiese, soprattutto nelle chiese investite di particolare dignità. Il frammento più grande attualmente esistente è conservato nel Monastero di Santo Toribio di Liébana (Cantabria, Spagna). Altri importanti reliquie della Croce si conservano nella chiesa di Santa Croce in Gerusalemme a Roma; nella cripta del santuario di Maria Ausiliatrice a Torino; nella chiesa dell'Assunzione di Maria Vergine di Caramagna Piemonte (ex abbazia benedettina di Santa Maria) sono conservati alcuni frammenti del santo legno in un bellissimo reliquiario donato all'Arciconfraternita di Santa Croce in Caramagna; nella chiesa cattedrale e nella chiesa di Santa Croce a Padova; nella chiesa collegiata di San Michele Arcangelo a Ottaviano; un altro pezzo a Cosenza, poi nella chiesa della Natività di Maria Santissima a Cupello; nella chiesa di San Pietro Apostolo a Vasto; nella chiesa di Santa Maria degli Angeli a San Nicola la Strada; ad Ururi; ad Acquaviva Collecroce (CB); nella cattedrale di Maria Santissima Assunta di Troina, conservata nel tesoro della cattedrale; nella basilica cattedrale di Cefalù, donata alla sua fondazione da re Ruggero II; nella cappella del Santissimo Crocifisso a Paternò: il reliquiario contiene, oltre ad una scheggia della Santa Croce, anche le reliquie di San Giuseppe, una reliquia della Madonna e una di San Giovanni Apostolo. Essa è stata donata alla cittadinanza dalla nobile famiglia dei Moncada, principi di Paternò; nella chiesa della Santissima Annunziata a Isnello; nella chiesa dei Santi Nicolò e Giacomo a Capizzi, nell'ex cattedrale di Lentini Santa Maria la Cava e Sant'Alfio si possono trovare tre stauroteche, appartenenti al primo e secondo grado di classificazioni reliquiarie; un frammento della Croce Santa si trova custodito anche nella collegiata di Santa Maria Maddalena ad Atrani. 
- I Tre Sacri Chiodi (due per le mani e uno per i piedi inchiodati insieme), trovati ancora attaccati alla Sacra Croce, sarebbero stati portati da Elena al figlio Costantino: secondo la leggenda uno di essi venne montato sul suo elmo da battaglia, da un altro invece fu ricavato un morso per il suo cavallo. Il terzo chiodo, secondo la tradizione, è conservato nella chiesa di Santa Croce in Gerusalemme a Roma. Il "Sacro Morso" invece, si trova nel Duomo di Milano, dove due volte all'anno viene mostrato ai fedeli. Del chiodo montato sull'elmo si sono perse le tracce; secondo una tradizione si trova oggi nella Corona ferrea, conservata nel Duomo di Monza (che, secondo alcuni storici, è proprio il diadema dell'elmo di Costantino), ma anche altre città e santuari ne hanno rivendicato il possesso. Tanto più che il ferro della Corona ferrea si è dimostrato essere (in anni recenti) invece d'argento.
- La Corona di spine, a lungo conservata a Costantinopoli, fu poi ceduta al re Luigi IX di Francia (1214-1270) che la collocò nella Sainte-Chapelle da lui fatta appositamente costruire a Parigi. In origine essa aveva decine di spine, ma nel corso dei secoli esse furono donate a chiese, santuari e personaggi di riguardo, e oggi sono rimasti solo i rami intrecciati a forma di casco.
- Ad Andria nella chiesa cattedrale dell'Assunta si trova una delle più grandi Spine della Santa Corona che, quando il Venerdì Santo cade nel giorno dell'annunciazione, sanguina e si ricopre di piccoli germogli.
- Spine della Santa Corona si trovano nella Basilica di Santa Croce in Gerusalemme a Roma e nella basilica cattedrale di Cefalù, donate alla sua fondazione da Ruggero II. Alcune, da lì trafugate sono a Gratteri.
- La Colonna della flagellazione, in Santa Prassede a Roma. Una si trova nella chiesa di Sant'Antonio da Padova di Predappio donata nel 1929 dai principi Antici Mattei a Benito Mussolini.
- La Basilica del Santo Sepolcro a Gerusalemme comprende la collina del Golgota, luogo della crocefissione di Gesù, la tomba nella quale egli fu deposto (appunto il "Santo Sepolcro") e la pietra sulla quale il suo corpo sarebbe stato unto per la sepoltura. Questo luogo era tanto importante che la motivazione delle Crociate era definita come "la liberazione del Santo Sepolcro".
- Le tre Scale Sante, una a Roma, oggi in San Giovanni in Laterano, una a Gerusalemme e una a Campli.
- La Sacra Lancia usata dal centurione Longino per trafiggere il fianco di Cristo. Appartenne a Carlo Magno e ai suoi successori e oggi si trova a Vienna. Un'altra lancia candidata ad essere considerata quella del centurione Longino, è quella portata da Costantinopoli da san Luigi IX di Francia, una parte della quale si conserva nella Basilica di San Pietro in Vaticano.
- Il Panno con cui fu asciugato il Volto Santo dalla Veronica è custodito a Manoppello.

### Sangue e parti del corpo di Gesù
- Il Prepuzio di Gesù (che, come ogni ebreo, fu circonciso) era conservato ed esposto nel giorno di Capodanno a Calcata fino al 1970, quando il parroco ne comunicò il furto.
- Il sangue di Gesù scaturito dalla ferita al costato, secondo la tradizione, venne raccolto dal soldato Longino, che gli aveva sferrato il colpo di lancia: egli lo avrebbe portato a Mantova; l'ampolla contenente il presunto sangue è custodita nella cattedrale della città. Altro sangue attribuito a Gesù è conservato in una teca cilindrica visibile nella Basilica del Santo Sangue (Heilig-Bloedbasiliek) a Bruges (Belgio). Un'ulteriore ampolla con un batuffolo di cotone imbevuto nel sangue e risalente alla Serenissima Repubblica di Venezia è conservata nella chiesa di San Giacomo a Clauzetto.

### Altre reliquie

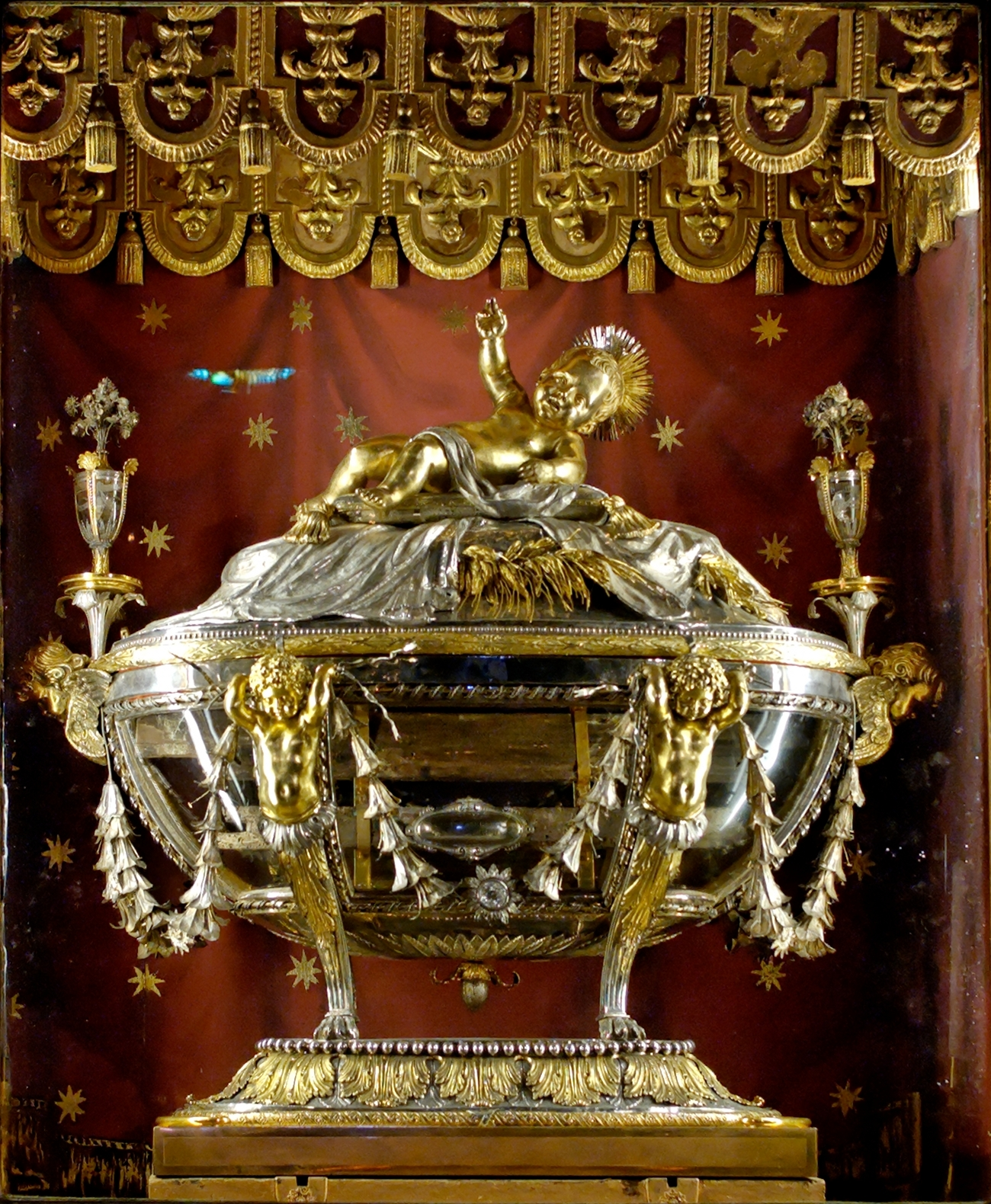
La "sacra culla" a Santa Maria Maggiore (Roma)

- Le fasce e la Sacra Culla dell'infante Gesù, rispettivamente custodite ad Aquisgrana e nella Basilica di Santa Maria Maggiore a Roma.
- La Sacra Sindone, conservata a Torino, sarebbe il lenzuolo in cui fu avvolto il corpo di Gesù durante la sepoltura. La sua autenticità è sostenuta energicamente da alcuni e smentita con altrettanta energia da altri: la datazione eseguita con il metodo del carbonio-14 la farebbe risalire al XIV secolo, ma altri esami sembrano invece confermarla (vedi Studi scientifici sulla Sindone).
- Il Sudario con cui fu coperto il capo di Cristo al momento della sua morte, fino alla deposizione del sepolcro, dove fu tolto prima di avvolgere tutto il corpo nella sindone. È conservato in Oviedo, Spagna, e presenta delle macchie di sangue in tutto compatibili con quelle del lenzuolo torinese.
- Il Santo Calice della Cena, conosciuto come Santo Graal. Dei vari vasi oggi conservati, il più accreditato per la sua probabile autenticità è il Santo Cáliz conservato nella Cattedrale di Valencia (Spagna).
- La Sacra Tunica, indossata da Cristo e toltagli dai soldati durante la crocifissione (Gv 19,23-24). Attualmente sono conservate due tuniche, che si disputano il privilegio di essere quella autentica: la Sacra Tunica di Treviri (Germania) e la Sacra Tunica di Argenteuil (Francia)
- Il santo asciugatoio di lino mediante il quale il Signore e Maestro[3] eseguì la lavanda dei piedi di Cefa, come esempio per tutti gli altri apostoli. È custodito nella chiesa romana di San Giovanni in Laterano. Una seconda presunta traccia si troverebbe in Germania ad Acq[senza fonte]. Quest'ultimo telo riporterebbe l'impronta del piede di Giuda.

## Reliquie di altri personaggi dei Vangeli

### Maria e Giuseppe

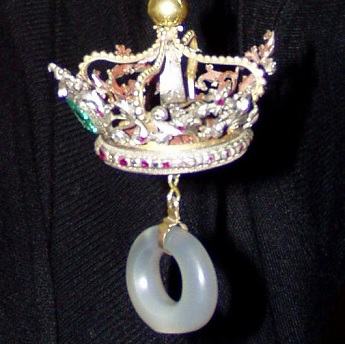
Santo Anello nuziale di Maria di Nazaret Madre di Cristo.

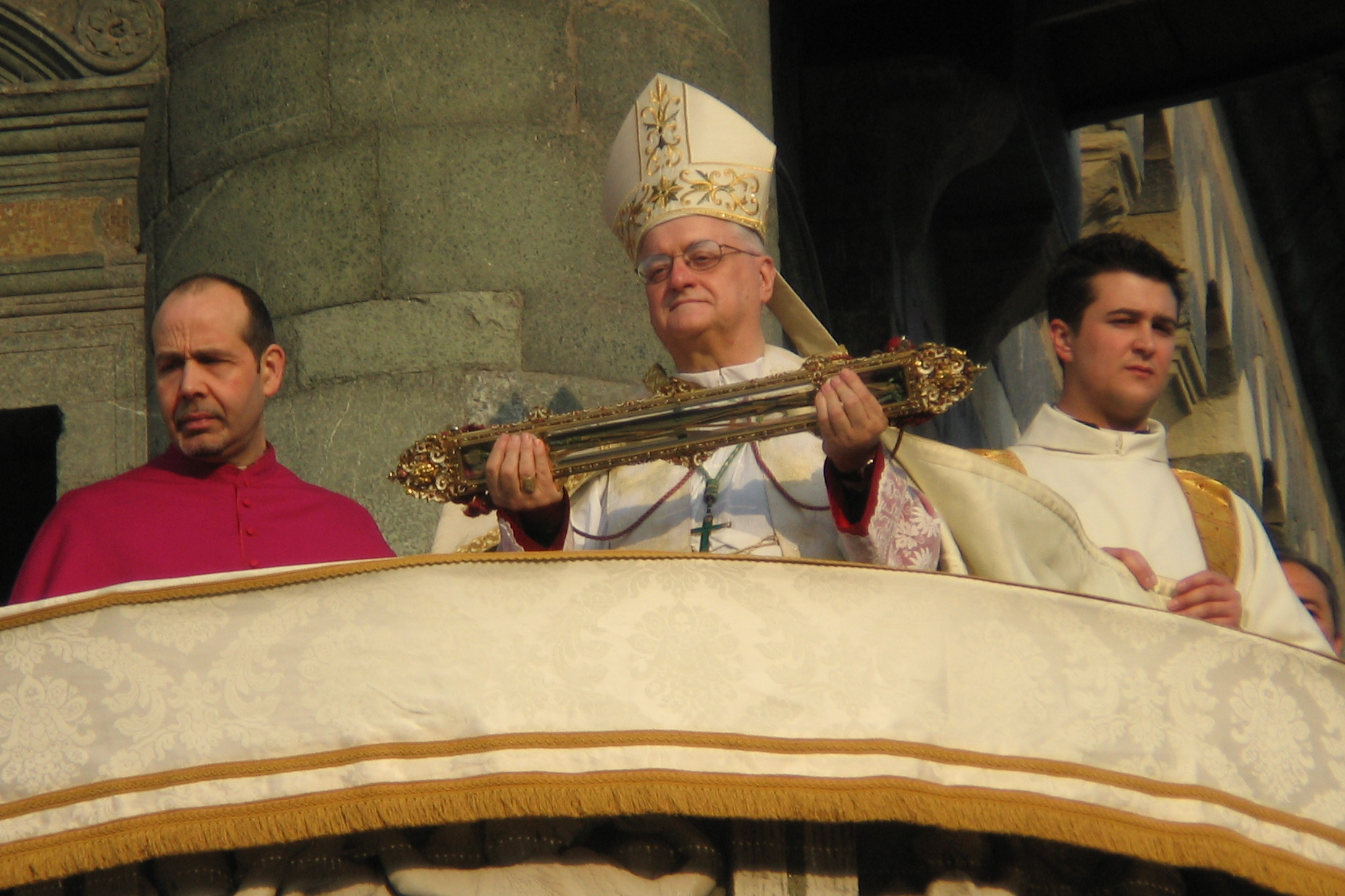
La Sacra Cintola, la cintura della Madonna

- La Santa Casa di Loreto sarebbe la casa di Maria, dove avvenne l'Annunciazione. Secondo la tradizione popolare fu trasportata in volo da Nazaret a Loreto da alcuni angeli. Più probabilmente vi fu trasportata dai Crociati nel 1294, ad opera della famiglia Angeli Comneno, un ramo della casa imperiale di Costantinopoli. Sul luogo è poi sorto un imponente santuario meta di pellegrinaggio millenario.
- Il Sacro Capello di Maria a Palmi.
- I capelli di Maria a Petralia Sottana e a Messina.
- Il Sacro Latte di Maria nella Collegiata di San Lorenzo a Montevarchi e nel santuario di Materdomini in Nocera Superiore con frammenti ossei di molti santi, l'ultima purtroppo non è del tutto autentificata per cui è stata nascosta ai fedeli per sempre durante il XX secolo.
- La Sacra Cintola, ovvero, la cintura della Madonna, a Prato.
- Il Santo Anello, l'anello nuziale di San Giuseppe nel Duomo di Perugia, in precedenza a Chiusi dove era stato portato da Gerusalemme nell'XI secolo.
- Gli anelli di fidanzamento di San Giuseppe e della Beata Vergine Maria a Notre-Dame a Parigi.
- La cintura di San Giuseppe nella chiesa dei Foglianti a Parigi, portata in Francia nel 1254 da sir de Joinville.
- Il bastone di San Giuseppe nella chiesa dei Camaldolesi a Firenze (il bastone è quello che secondo un vangelo apocrifo sarebbe fiorito miracolosamente ed è presente nell'iconografia del Santo). Frammenti di questo bastone sono inoltre nelle chiese di: Santa Cecilia a Roma, Sant'Anastasia a Roma, San Domenico a Bologna, San Giuseppe del Mercato.
- Frammenti della tomba di San Giuseppe in Santa Maria in Portico in Campitelli a Roma.[4]
- Frammenti del Sacro Velo della Madonna e della veste di San Giuseppe, si trovano a Santa Maria di Licodia, conservati in un artistico reliquiario in argento, opera del secolo XVII. Tale reliquiario veniva portato in processione fino agli anni settanta del Novecento, l'ultimo sabato del mese di agosto, in occasione della festa patronale[5].

### San Giovanni Battista
- La presunta testa di san Giovanni Battista è esposta a Roma, nella piccola chiesa di San Silvestro in Capite che da essa prende il nome. Altre teste del Battista sono esposte o conservate nel Palazzo di Topkapi ad Istanbul, a Monaco di Baviera, a Damasco, e ad Amiens, bottino della quarta crociata.
- Il braccio di San Giovanni Battista nella Cattedrale di Santa Maria Assunta di Siena, donato da papa Pio II il 6 maggio 1464.
- Il mento di San Giovanni Battista nel Museo del Colle del Duomo di Viterbo.
- Il piatto che avrebbe accolto la testa di San Giovanni Battista a Genova, nel tesoro della cattedrale di San Lorenzo.
- Un dito di San Giovanni Battista nel Museo dell'Opera del Duomo di Firenze, donato dall'antipapa Giovanni XXIII.
- Una reliquia di San Giovanni Battista si trova nelle tombe Tombe Medicee a Firenze.
- Le ceneri di San Giovanni Battista nella cattedrale di San Lorenzo di Genova.
- Parte delle ceneri di San Giovanni Battista e dei Santi Innocenti nella Chiesa (già abbazia femminile benedettina) dei Disciplinanti bianchi di Loano.
- Tre dita di San Giovanni Battista furono ritrovate da Santa Tigre (Thècle) ad Alessandria d'Egitto e portate nella chiesa di San Giovanni di Moriana, in Savoia.
- Piccole porzioni di ceneri e alcuni ossicini si venerano a Chiaramonte Gulfi dove il Precursore è invocato come compatrono e protettore.
- Reliquie di San Giovanni il Battista a Berežany in Ucraina.
- Una mano si trova in Montenegro, custodita sino a fine del settecento a Malta nella Cattedrale gli omonimi Cavalieri, poi trafugata e portata in Russia e agli inizi del novecento in Montenegro; l'altra mano si conserva a Rapagnano.

### Gli Apostoli e gli Evangelisti

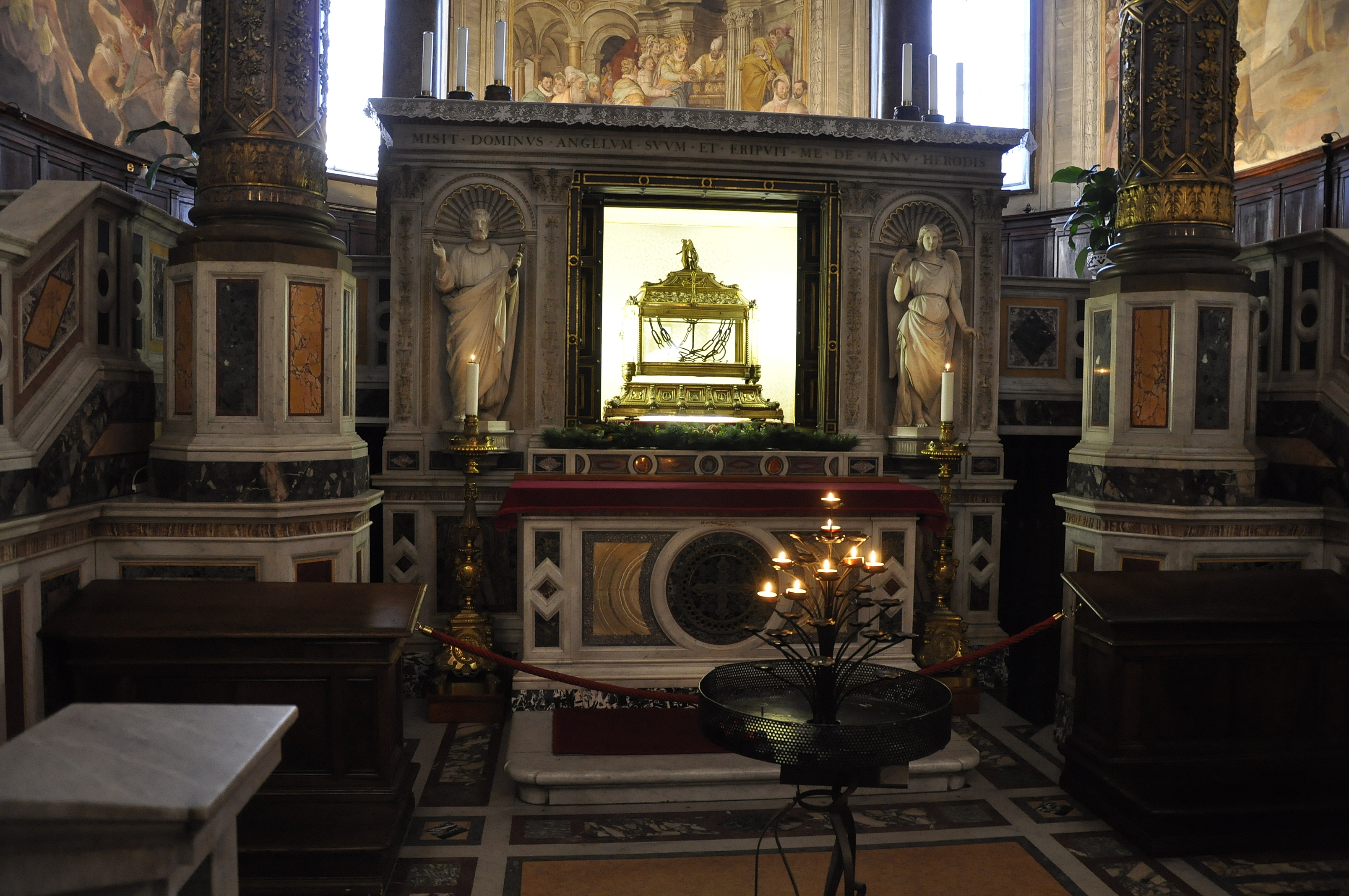
Le catene che imprigionarono San Pietro, oggi a San Pietro in Vincoli
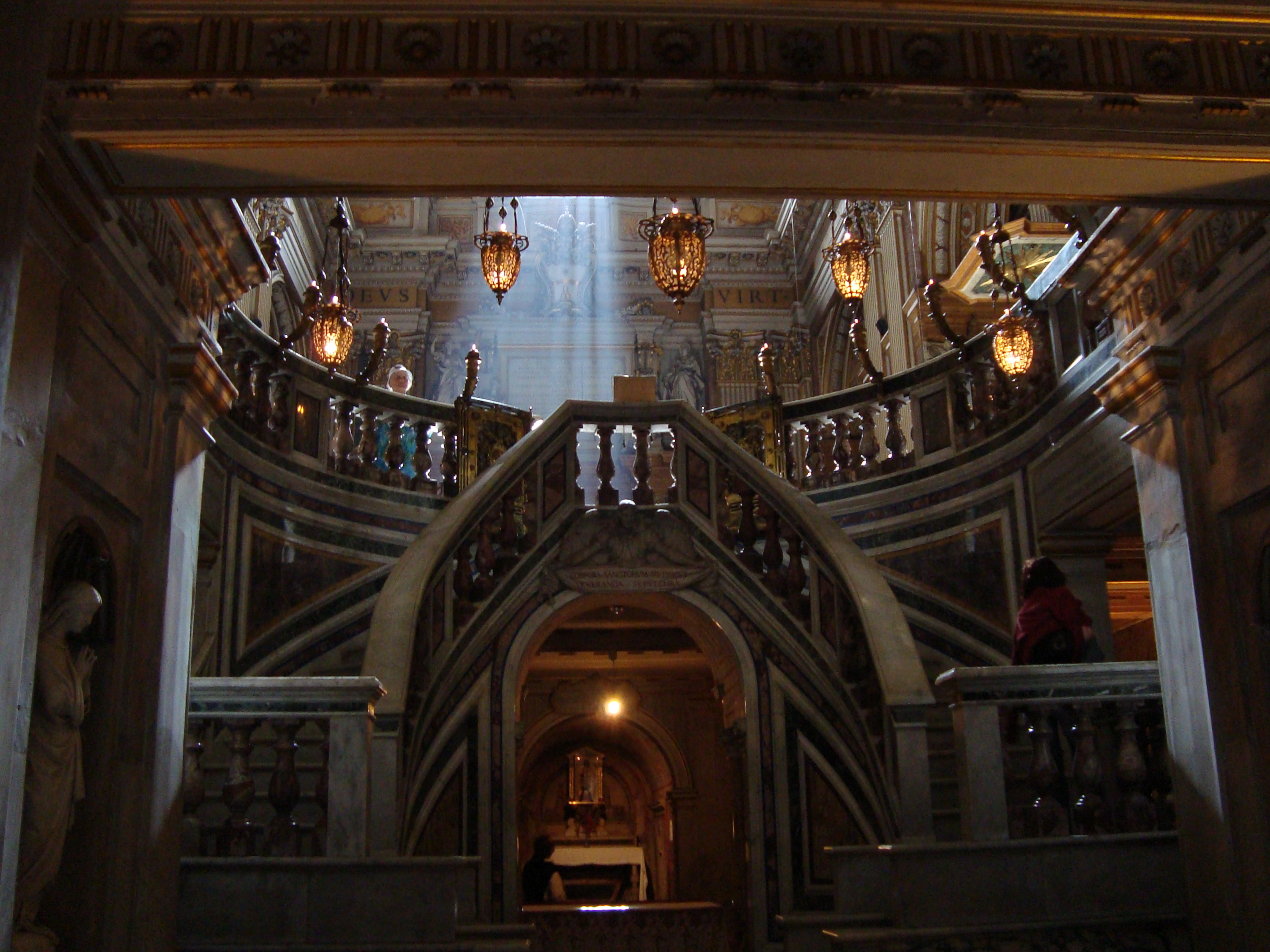
La tomba degli apostoli Filippo e Giacomo minore nella Basilica dei Santi XII Apostoli

- Il corpo di San Pietro fu sepolto a Roma nel luogo vicino al suo martirio, presso il circo di Nerone: sul luogo venne poi costruita l'omonima basilica costantiniana e poi l'attuale Basilica di San Pietro in Vaticano. Nel 1964, a seguito di una campagna di scavi archeologici, fu annunciato il ritrovamento delle ossa dell'Apostolo, oggi collocate sotto l'altare.
- Il corpo di San Giacomo Maggiore, secondo la leggenda, fu trasportato dalla corrente del mare fino alla costa atlantica della Spagna e sepolto in un luogo chiamato campus stellae (il campo della stella). In tale località sorge oggi il santuario di Santiago di Compostela, fin dal Medioevo una delle principali mete di pellegrinaggio con Roma e Gerusalemme. Nella città di Capizzi si custodisce come reliquia la giuntura di un dito del Santo.
- Il corpo di Sant'Andrea è sepolto in parte nel Duomo di Amalfi, in parte a Patrasso nella chiesa a lui dedicata eretta sul luogo ove subì il martirio; parte del cranio si trova invece in San Pietro in Vaticano e nella Concattedrale di Pienza.
- Nella Collegiata di Atrani (SA) in Costiera Amalfitana, dedicata a Santa Maria Maddalena, sono custodite alcune reliquie della Santa, consistenti in filamenti di capelli, alcuni resti ossei, brandelli del camice.
- Il corpo di San Tommaso, custodito nella Concattedrale di Ortona, portato nel 1258 da Chios, isola del Mar Egeo, dove era stato posto in salvo da cristiani dopo la caduta di Edessa nel 1146. Ad Edessa erano state portate da Madras in India, luogo del martirio nel 72, intorno al 230 per ordine dell'imperatore Alessandro Severo.
- Uno dei 30 denari per cui Giuda Iscariota tradì Cristo, nella sacrestia della Collegiata di Santa Maria di Visso.
- Il corpo di San Bartolomeo apostolo a Roma, riportato sull'Isola Tiberina da papa Pio IV; un altro corpo di S. Bartolomeo apostolo in S. Bartolomeo a Benevento.
- Tre calotte craniche di San Bartolomeo apostolo custodite nel Duomo di San Bartolomeo a Francoforte sul Meno, un'altra nel monastero di Lune (Luneburg) e una terza nella certosa di Colonia (Germania).
- Un braccio di Bartolomeo apostolo nella cattedrale di Canterbury.
- Pisa vantava il possesso di parte della pelle di San Bartolomeo apostolo.
- Parte della pelle di San Bartolomeo è venerata ad Ossi.
- Reliquia di S. Bartolomeo Apostolo a Giffone.
- Il corpo di San Matteo Apostolo, Martire ed Evangelista nella cripta della Cattedrale di Salerno.
- Alcune reliquie di S. Giovanni Apostolo ed Evangelista forse nella basilica lateranense dei Santi Giovanni Battista ed Evangelista a Roma.
- Un'altra reliquia di San Giovanni apostolo si trova a Paternò.
- Il corpo di San Luca evangelista senza una parte della testa, è custodito nella Basilica di Santa Giustina a Padova.
- Una parte del corpo di San Mattia è custodito in un'arca marmorea nel transetto dell'Abbazia di Santa Giustina a Padova. Esiste anche una tomba dell'Apostolo Mattia nell'omonima Abbazia di Treviri in Germania.
- Il corpo di San Marco evangelista, custodito dapprima ad Alessandria d'Egitto, fu poi portato a Venezia, nella Basilica di San Marco, e divenne patrono della città e della Serenissima Repubblica di Venezia, spesso chiamata anche "Repubblica di San Marco".
- Il braccio di San Marco è presente nella chiesa di Santa Maria Maggiore di Gioia del Colle.
- I corpi di San Giuda Taddeo Apostolo, cugino di Gesù, e di San Simone apostolo sono custoditi e venerati in Vaticano nella Basilica di San Pietro, presso l'altare di San Giuseppe, a sinistra dell'Altare del Bernini.
- I corpi dei Santi Giacomo Minore e Filippo apostolo sono custoditi nella basilica dei Santi XII Apostoli a Roma. Il cranio di San Giacomo minore è però custodito al Duomo di Ancona; una ricognizione del 1873 ha appurato l'effettiva presenza dei resti dei corpi dei due apostoli nella basilica romana e l'appartenenza del cranio custodito in Ancona al corpo attribuito a San Giacomo minore[6].

### I Re Magi
- A Milano si conservavano anticamente le presunte spoglie dei Re Magi. Nel XII secolo l'imperatore Federico Barbarossa le prese come bottino di guerra e le portò a Colonia, dove si trovano tuttora. Alcuni resti furono restituiti a Milano nel 1903 e sono stati posti in Sant'Eustorgio[7].
- Secondo la tradizione tre falangi dei Re Magi vengono conservate a Brugherio, in un reliquiario d'argento di pregevole fattura, nella parrocchia di San Bartolomeo ed esposte solo nel giorno dell'Epifania. Furono donate da Sant'Ambrogio alla sorella Marcellina, allora residente presso una comunità di vergini, dove ora sorge la Cascina Sant'Ambrogio, luogo di riposo e di ritiro dello stesso santo, in quelle che erano, secondo la tradizione locale, terreni di proprietà della famiglia del santo. Le reliquie hanno sempre ricevuto la devozione dei fedeli che accorrevano da tutta la provincia a baciare "gli umitt" (piccoli uomini)[8], a ragione della forma del reliquiario.

## Reliquie di altri santi

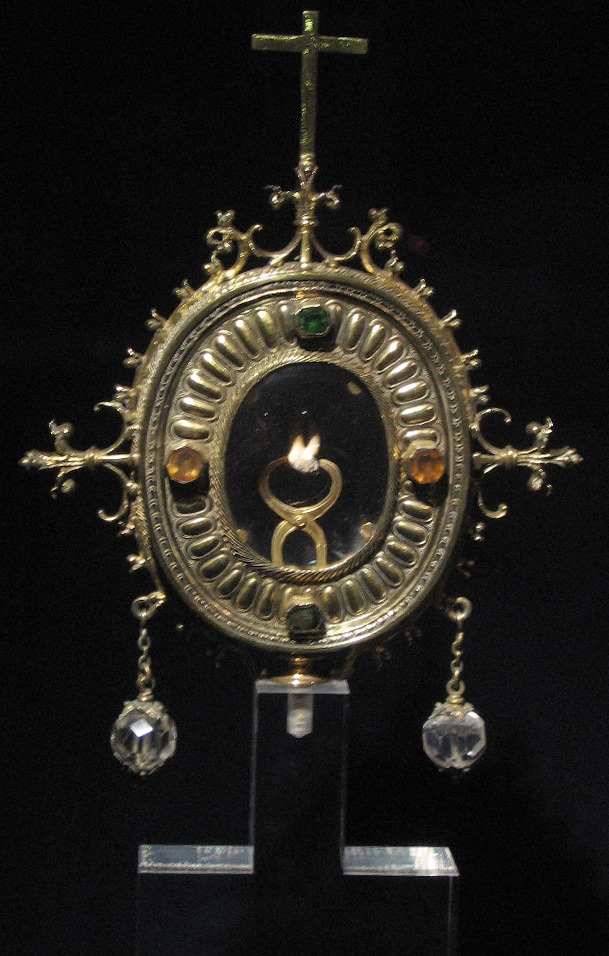
Reliquiario con il dente di Sant'Apollonia, nel tesoro della cattedrale di Porto. Il dente è montato sullo strumento di tortura.

- Le reliquie di San Vitaliano da Capua sono custodite nella cattedrale di Catanzaro.
- Alcuni resti ossei, filamenti di capelli e brandelli di camice di Santa Maria Maddalena, muniti di sigilli e custodite insieme ai certificati di autenticazione, nella collegiata di Atrani dedicata alla santa.

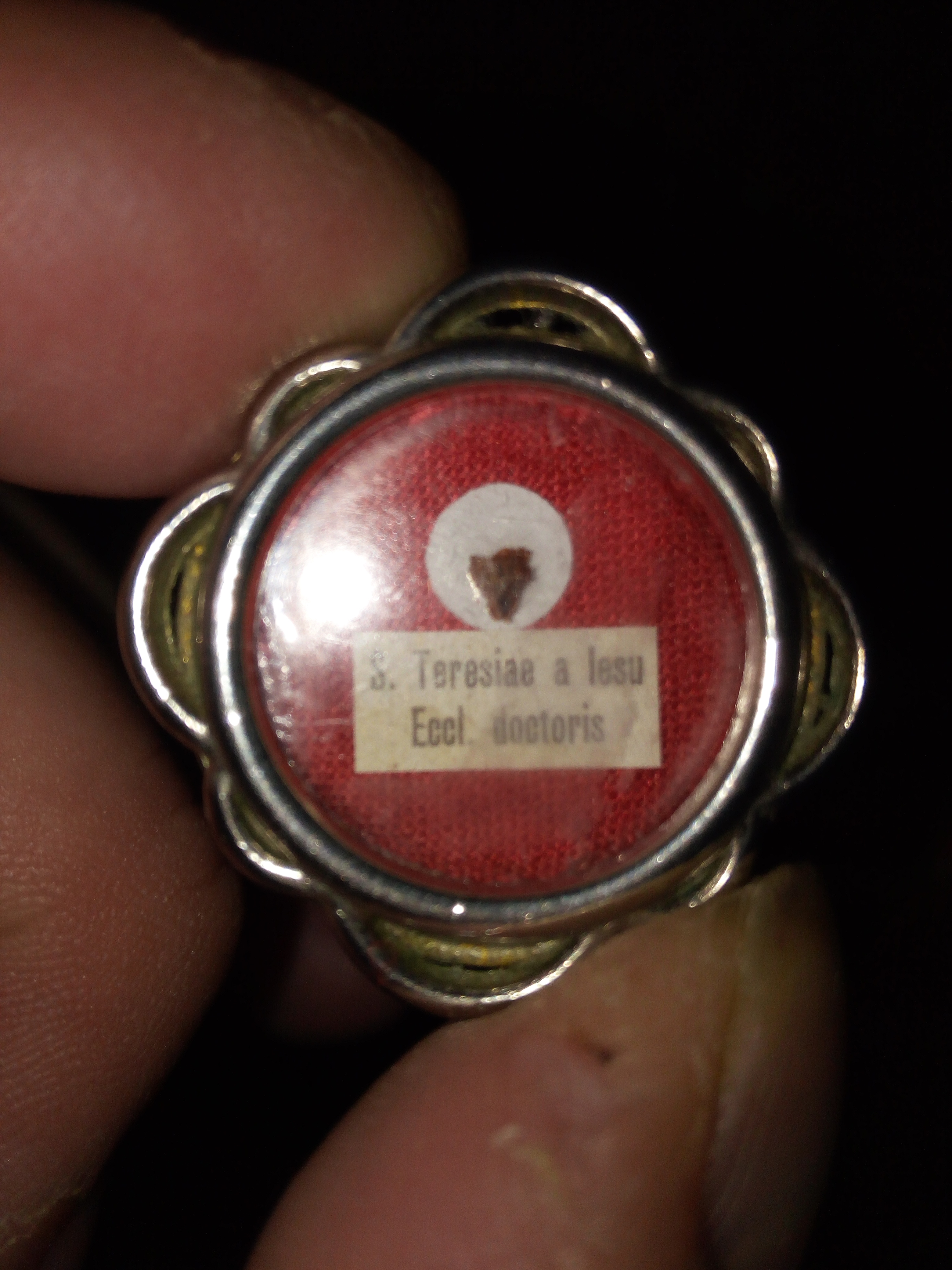
Reliquiario contenente frammento ex pulvere corporis Sancta Theresiae a Iesu - Ecclesiae Doctoris (prov. Postulatio Ordo Carmeli)

- Santi Néreo e Achílleo, martiri, che, come riferisce il papa san Damaso, si erano arruolati come soldati, i loro corpi furono deposti nel cimitero di Domitilla sulla via Ardeatina a Roma.
- Alcune reliquie di Santa Barbara come il braccio, la mascella, i denti e una parte di cranio sono conservate e venerate nei giorni festivi 3-4-5 dicembre a Paternò.
- Le reliquie dei Santi Vito e Gaetano nella chiesa omonima a Paternò.
- Le spoglie di San Nicola di Bari erano custodite a Myra, in Asia Minore. Nel 1087 furono trafugate da alcuni marinai baresi e trasportate nella loro città.
- San Timoteo, compagno di San Paolo, che lo avrebbe costituito vescovo di Efeso. Nella basilica-cattedrale di Termoli si trovano dal 1239 le spoglie del corpo del Santo provenienti da Costantinopoli. Il corpo di Timoteo venne ritrovato, durante i lavori di restauro all'interno della cattedrale termolese, nel 1945, in un loculo coperto da una lapide in marmo che riportava quest'iscrizione latina: «Nel nome di Cristo. Amen. Nell'anno del Signore 1239. Qui riposa il corpo del beato Timoteo discepolo del beato Apostolo, nascosto dal venerabile vescovo Stefano insieme con il Capitolo di Termoli».
- I resti di Santa Domenica, sono conservate nella cattedrale di Tropea, paese natale della Santa, dove è venerata come compatrona.
- Le spoglie di Santa Benedetta martire, provenienti dalle catacombe di Priscilla in Roma, sono conservate nella cappella di Santa Reparata a Monacilioni unitamente ad una reliquia, consistente in frammenti di tibia, ivi traslata il 21 ottobre 2018 e fino ad allora conservata nella chiesa di San Benedetto in Brindisi.
- La statua reliquiario di San Leonardo confessore a Castelmauro.
- Frammenti ossei di Santa Vittoria sono venerati ad Ossi.
- Il Corpo di san Gottardo di Hildesheim si trova in Germania mentre un femore e una falange di un dito si trovano a Trenzano dove dal 1464 è venerato come patrono.
- Il corpo di sant'Ambrogio, patrono di Milano, è sepolto nella cripta della basilica a lui dedicata, insieme ai corpi dei Santi Gervasio e Protasio.
- Nel Duomo di Milano si conserva il corpo di San Carlo Borromeo, in un'urna donata da re Filippo di Spagna, con una croce dell'Imperatrice Maria Teresa d'Austria, e una maschera dal calco del viso voluta da papa Paolo VI.
- Nella Basilica di Sant'Antonio di Padova si conserva, oltre al corpo del Santo sepolto nell'Arca, la lingua, il mento e l'apparato vocale incorrotti; a Zugliano si può visitare la chiesa di San Zenone, santuario antoniano. Entrati sulla destra ci si ferma davanti all'Arca del Santo, l'altare che custodisce dei frammenti dell'osso radio di Antonio di Padova, date in dono alla parrocchia nel 1656.
- La mano di Santo Stefano d'Ungheria è conservata nella basilica di Budapest.
- Un dito di San Leonardo è conservato nella chiesa di San Leonardo di Stagno.
- Il cuore di Sant'Alfio è conservato nell'ex cattedrale di Lentini Santa Maria la Cava e Sant'Alfio.
- Ampolle con il sangue di San Gennaro, oggetto di miracolosa liquefazione, sono conservate nella reale cappella del Tesoro di san Gennaro a Napoli, di cui il santo è patrono.
- Un molare di San Nicola di Bari era conservato nel Duomo di Sassari.
- Parte del corpo di santa Giulitta è conservata nella cattedrale di Nevers, mentre un frammento osseo è conservato in un prezioso reliquario in cristallo di rocca posto nella cripta delle tombe medicee in San Lorenzo a Firenze.
- Il braccio di Sant'Antonio abate a Misterbianco, dove viene esposto il 17 gennaio.

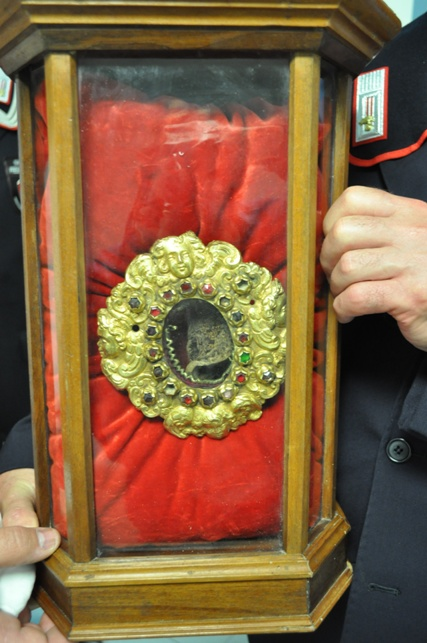
Reliquia del cuore di Sant'Alfio, martire cristiano nato a Vaste, reso martire a Lentini.

- Parte di un braccio di Sant'Antonio abate a Veniano, dove il santo è venerato patrono.
- Parte del dito e un pezzo del teschio sono conservate nella chiesa matrice di Rocchetta Sant'Antonio.

- Parte di un braccio di Sant'Antonio abate a Novoli, dove il santo è venerato patrono, e in onore del quale si accende un grande falò (Fòcara).
- Un frammento di osso di Sant'Antonio Abate venerato a Troina nella chiesa di Santa Caterina d'Alessandria dove viene portata in processione durante i festeggiamenti in onore del santo
- Il braccio di San Benedetto da Norcia, donato all'abbazia di Leno nell'VIII secolo su preghiera di re Desiderio.
- Alcune reliquie di San Benedetto da Norcia si trovano nell'Abbazia di Montecassino.
- Resti del corpo di San Sabino sono custoditi sotto l'altare della cripta della Cattedrale di Bari.
- Resti del corpo di San Sabino di Spoleto sono conservati nella cripta della chiesa di San Sabino.
- Il capo di San Sebastiano nella basilica dei Santi Quattro Coronati a Roma.
- Il corpo di San Silvestro di Troina civis et patronus della città venerato nella chiesa a lui dedicata assieme ad altre reliquie del santo custodite nella cattedrale di Maria Santissima Assunta che vengono portate in processione a giugno e a settembre per i festeggiamenti in onore del santo patrono della città
- Il corpo di Sant'Agata a Catania suddivisa in vari reliquiari: alcuni organi nel busto con la testa, gli orafi di Limoges eseguirono anche i reliquiari per le membra: uno per ciascun femore, uno per ciascun braccio, uno per ciascuna gamba. Nel 1628 fu realizzato quello per la mammella.
- L'ulna e il radio di un braccio di Sant'Agata a Palermo, nella Cappella regia.
- Dei frammenti dei crani dei Santi Medici Cosma e Damiano sono venerati nella chiesa di Sant'Angelo in Gioia del Colle.
- I corpo di San Massimo Martire e di Sant'Aurelio sono conservati nella cattedrale di Altamura in due nicchie sopraelevate occultate da tendaggi.
- Un osso del braccio di Sant'Agata a Messina, nel monastero del Santissimo Salvatore.
- Una parte dell'osso del braccio di Sant'Agata ad Alì.
- Un dito di Sant'Agata a Sant'Agata dei Goti.
- Il corpo di San Pietro da Verona, nella cappella Portinari in Sant'Eustorgio a Milano. dove il 29 aprile si usa urtare la testa per preservare dal mal di testa.[9]
- Resti di san Gregorio di Nazianzo nella basilica di San Pietro in Vaticano, una parte fu donata da papa Giovanni Paolo II al patriarca di Costantinopoli nel 2004.
- Reliquie di San Lucido ad Aquarara. Rubate più volte, la testa fu ritrovata dalle forze dell'ordine in una casa privata nel 1999.
- Un pezzo della mitra di Sant'Agostino é presente nella sacrestia della chiesa di San Domenico a Gioia del Colle.
- Reliquie di San Pantaleone: nell'omonima chiesa di Lanciano vi sono la spada che troncò la testa del Santo, il carrello dentato con cui veniva martoriato il corpo, la fiaccola con cui gli venivano bruciate le ferite, un tronco di ulivo che germogliò a contatto con il corpo del Santo.
- Parte del teschio di San Calogero eremita, patrono e protettore di molte città siciliane, a Frazzanò.
- Il corpo di santa Caterina da Siena è conservato sotto l'altare maggiore della basilica di Santa Maria sopra Minerva a Roma.
- Una costola di santa Caterina da Siena a Astenet in Belgio, proveniente da Siena nel 1985.
- Un piede di santa Caterina da Siena è conservato nella chiesa dei Santi Giovanni e Paolo a Venezia.
- La testa di santa Caterina da Siena, staccata dal corpo nel 1381 per volere di papa Urbano V e un dito della Santa nella Basilica di San Domenico a Siena.
- Reliquie di San Biagio a Siena nella Cappella del Palazzo Arcivescovile, a Maratea, Capizzi, Acquaviva Collecroce.
- Un pezzo della lingua di San Biagio a Carosino.
- Un braccio di San Biagio nella cattedrale di Ruvo di Puglia.
- Il cranio di San Biagio a Ragusa di Dalmazia.
- Reliquie dei Santi Benigno e Florio nella chiesa del Rosario a Castel Frentano.
- Un dente di Sant'Apollonia nella cattedrale di Porto (Portogallo).
- Il corpo di San Ciriaco nel Duomo di Ancona.
- I resti di san Prospero da Centuripe, parte del cranio, una gamba, un braccio, un dito e vari altri frammenti ossei, presso la chiesa madre di Centuripe.
- Le reliquie di San Prospero martire, patrono di Catenanuova, si venerano nella chiesa parrocchiale di San Giuseppe.
- Reliquie di Sant'Aldebrando a Fossombrone.
- Il corpo di San Rocco è custodito a Venezia nell'altare maggiore della chiesa dell'Arciconfraternita della Scuola Grande a lui dedicata.
- L'apofisi acromion che fa parte della scapola e un altro frammento osseo di San Rocco sono custoditi a Scilla nella chiesa a lui dedicata.
- Parte di un osso del braccio di San Rocco è nell'omonima chiesa di Voghera.
- Altra parte di un osso del braccio di San Rocco è nell'omonima chiesa di Roma.
- Una tibia, altre piccole parti della massa corporis e quel che si ritiene essere stato il bastone di San Rocco si trovano nel suo santuario di Montpellier.
- Una falange di San Rocco è nella parrocchiale di Cisterna di Latina.
- Una parte di tallone di San Rocco è nell'ex cattedrale di Frigento.
- Alcuni frammenti di ossa di San Rocco sono nella Basilica Mauriziana e nella chiesa della Confraternita di San Rocco a Torino.
- Un frammento del cranio di San Rocco è nella chiesa di San Rocco a Gioia del Colle.
- Un frammento del cranio di San Rocco a Troina venerato nella chiesa a lui dedicata e portata in processione il 16 agosto
- Il corpo del beato Guglielmo Gnoffi è custodito a Castelbuono alla Madrice Nuova.
- il corpo di San Gandolfo è venerato a Polizzi Generosa.
- Reliquie di San Calogero eremita sono custodite nel tesoro della chiesa madre di Petralia Sottana.
- Reliquie di San Cataldo vescovo sono custodite nella chiesa madre di Gangi.
- Frammenti del teschio di Sant'Anna sono custoditi a Castelbuono nella cappella palatina.
- Il corpo di Santa Rosalia è esposto nella cattedrale di Palermo.
- L'intero corpo di Sant'Ubaldo è esposto nel santuario omonimo di Gubbio.
- Un'impronta del piede di Sant'Agata su uno scoglio è collocata nella chiesa di Sant'Agata la pedata a Palermo.
- Le spoglie di San Francesco sono custodite nel sarcofago nella basilica inferiore di Assisi.
- Il corpo di San Pio da Pietrelcina è custodito nella cripta della chiesa omonima a San Giovanni Rotondo, alcuni frammenti ossei a Pietrelcina e un piccolo ossicino a Pagani.
- Il corpo di Sant'Angelo Martire è custodito a Latera.
- Lo scheletro intero di Santa Beatrice Vergine e Martire è custodito nella chiesa federiciana di San Nicola dei Greci ad Altamura.
- Una piuma dell'Arcangelo Michele era custodita a Caltanissetta.
- Il corpo di Santa Lucia riposa a Venezia nell'omonima chiesa.
- L'ulna di Santa Lucia è nella cattedrale di Siracusa.
- Le reliquie di San Giorgio sono a Modica nell'arca Santa.
- Il corpo di Santa Colomba di Sens Vergine e Martire è custodito nella cripta della Cattedrale di Bari.
- Il braccio sinistro di San Mauro Abate sono venerate e custodite in un reliquiario argenteo, in altri reliquiari e nel Simulacro a Viagrande, e vengono portate solennemente in processione la sera del 14 gennaio, il 15 gennaio e la prima domenica di settembre di ogni anno.
- Il corpo del beato Giovanni Liccio è a Caccamo.
- il corpo del beato Pacifico è conservato nel Duomo di Gioia Tauro.
- Il Corpo del beato Agostino Novello è a Termini Imerese.
- le Reliquie di San Felice da Nicosia sono nella stessa cittadina e a Capizzi.
- Due frammenti d'osso di San Mauro abate sono ad Acicastello.
- Un osso di San Mauro abate è a San Mauro Castelverde.
- Il corpo di San Donato Martire è custodito nell'omonima chiesa di Castiglione Messer Raimondo e viene portato in solenne processione il 7 agosto di ogni cinque anni.
- La testa di San Donato martire è conservata nel Duomo di Arezzo.
- Il cuore di Sant'Alfio è a Lentini insieme a varie reliquie.
- Le calotte craniche dei Santi Martiri Alfio, Cirino e Filadelfo sono custodite nella Cattedrale di Messina, eccetto alcune parti che si trovano a Trecastagni e vengono portate solennemente in processione a maggio.[10]
- La cassa madre con le reliquie dei Santi Martiri Alfio, Cirino e Filadelfio è custodita a San Fratello.
- Un femore di San Benedetto il Moro è custodito a San Fratello.
- Il corpo della beata Lucrezia Bellini (Beata Eustochio) è esposto in un'urna nella cappella laterale sinistra della chiesa di San Pietro a Padova.
- Il corpo della beata Elena Enselmini, prima clarissa padovana, è esposto nell'urna del secondo altare laterale di sinistra della chiesa di Sant'Antonino dell'Arcella a Padova.
- Il corpo di Santa Fortunata riposa a Baucina.
- Una reliquia di Santa Rita è a Castelbuono.
- Una reliquia di Sant'Elisabetta d'Ungheria è al convento dei cappuccini di Castelbuono.
- Una parte del teschio di Santa Giuliana di Tolemaide, vergine e martire, si conserva a Giuliana.
- Nel Santuario della Madonna dell'Udienza in Giuliana  è venerato il corpo del beato fra Simone Napoli da Calascibetta.
- A Osimo nella basilica di San Giuseppe da Copertino vi è la cripta del santo, dove è conservato il suo corpo;
- Una reliquia del cuore, una del cappello e un frammento di pelle di San Filippo Neri sono conservati nella chiesa Santa Maria Maggiore di Gioia del Colle, dove è venerato patrono.
- Il teschio del beato Gerardo Sasso, fondatore dell'Ordine dei cavalieri di San Giovanni, è custodito nel Monastero di Sant'Orsola a La Valletta (Malta)[11]. Altri frammenti ossei del corpo del religioso sono conservati a Martigues, nella cappella del Palazzo Magistrale dell'Ordine a Roma, nella Chiesa di San Domenico a Pisa e in Sicilia[12].
- Una parte del torace ed un osso del braccio di Sant'Orsola sono esposti nella Cattedrale dell'Assunzione della Vergine Maria a Rabat, sull'isola di Gozo (Malta), donati nel 1614 dall'allora governatore E. Romirez Maldonado[13].
- Il corpo di San Filippo d'Agira, è conservato ad Agira nella Reale abbazia dedicata al Santo, in un'urna d'argento insieme ai corpi di Sant'Eusebio confessore, San Filippo diacono e San Luca casali da Nicosia Abate.
- Le spoglie di san Barbato sono custodite in parte nella cripta del Duomo di Benevento e in parte nel Santuario di Montevergine a Mercogliano. Frammenti delle ossa del braccio sono conservati a Castelvenere, suo paese natale, Casalattico, Manocalzati e Valle dell'Angelo.
- Come esempi di corpi incorrotti si possono citare la salma di papa Giovanni XXIII, esposta nella Basilica di San Pietro in Vaticano (nel suo caso la conservazione si spiega con l'imbalsamazione a cui fu sottoposta), San Luigi Orione conservato in un'urna nella Basilica santuario della Madonna della Guardia da lui stesso fondato in Tortona, Santa Bernadette di Lourdes il cui corpo giunto intatto fino a noi anche negli organi interni è conservato nella chiesa del Convento di Saint Gildard, a Nevers, quella di San Riccardo Pampuri nella chiesa di Trivolzio, quella di Santa Rita da Cascia, di Santa Zita di Lucca, patrona delle domestiche, di San Giacomo della Marca a Monteprandone (già a Napoli nella chiesa di Santa Maria la Nova). Quest'ultimo dopo più di 500 anni è ancora in perfetto stato (ci sono persino le unghie). San Benedetto il Moro custodito a Santa Maria di Gesù (Palermo). Il 25 luglio 2023 la maggior parte del corpo è andato distrutto a causa di un incendio. Sant'Eustochia è intatta e in stazione eretta nel monastero messinese di Montevergini. Santa Chiara da Montefalco il cui corpo riposa nella chiesa delle monache agostiniane di Montefalco. Il corpo incorrotto di Santa Caterina da Bologna si trova nella sua cappella, senza alcuna maschera, seduta, visibile a tutti e non sigillata nel Monastero delle Clarisse di Bologna.
- Il corpo della martire Santa Felicita è custodito all'interno di un'urna di cristallo presso la cappella del Santissimo Crocifisso nella chiesa di Santa Maria della Pietà alla Kalsa a Palermo.
- Il cranio intatto, la mano e le restanti 25 ossa della vergine Santa Rosalia Sinibaldi sono custodite all'interno di un cofanetto di legno e velluto a sua volta all'interno di un'urna di argento.
- Le reliquie di sant'Ignazio da Santhià e di San Botonto sono conservate nella chiesa di Santa Maria al Monte dei Cappuccini (Torino)[14].

## Reliquie storiche
Costantinopoli racchiudeva alcune delle reliquie più preziose, molte delle quali vennero disperse.
Tra le più venerate vi erano:
- il manto della Madonna (il maphorion)
- i sandali di Cristo
- la veste di San Giovanni Battista
- un'ampolla con il sangue di Cristo, che venne usato per firmare certi documenti solenni
- il parapetto del pozzo davanti al quale si svolse l'episodio evangelico di Cristo e la samaritana
- la pietra su cui venne composto il Corpo di Cristo dopo la morte
- il trono di Salomone
- la verga di Mosè
- i resti degli "innocenti", ovvero dei bambini fatti uccidere da Erode
- una porzione di sterco dell'asino sul quale Gesù entrò a Gerusalemme che viene (o veniva) conservato nel convento di Gräfrath nei pressi di Colonia (Germania)
- a queste reliquie vanno aggiunte alcune icone che (più che immagini sacre) venivano considerate reliquie, nel senso che erano legate ad un evento che aveva generato quell'immagine specifica, come l'icona della vergine Odigitria (che sarebbe stata dipinta dall'evangelista San Luca) e che ora si trova a Bari nella cripta della cattedrale
- vi erano poi le icone considerate miracolose in quanto non dipinte da mano umana (acheropite). Il culto delle icone era tale che durante i trionfi (cerimonia tipicamente romana dopo una vittoria) sul carro del vincitore, e al posto del vincitore, veniva posta l'icona della Vergine
- a Costantinopoli fu portato anche il Mandylion, un panno con impressa l'immagine del volto di Cristo. Era inizialmente ad Edessa, ed aveva fama di rendere invincibile la città quando esposto sulle mura. Fu trasportato poi a Costantinopoli nel 944, fu perduto nel 1204, ma secondo alcuni era la Sacra Sindone di Torino.
- Molte reliquie -oltre che a Costantinopoli- erano conservate anche a Roma, ed in particolare in Laterano, dove erano venerate reliquie come le tavole delle leggi ricevute da Mosè sul Sinai o l'Arca dell'alleanza.
- Ma la reliquia più famosa che percorre la storia è probabilmente il santo Graal, ovvero la coppa in cui sarebbe stato raccolto il sangue di Cristo durante la crocefissione. Oppure la coppa usata per l'Ultima Cena, oppure usata per entrambe le cose. Oggetto leggendario, di cui non si conosce l'ubicazione (anche se una dozzina di luoghi e chiese si attribuiscono la sua presenza) e fonte di innumerevoli miti, leggende, poemi letterari, opere letterarie (forse la più antica è Perceval le Gallois ou le Compte du Graal di Chretien de Troyes, 1190), opere teatrali e opere liriche (Lohengrin e Parsifal di Richard Wagner) e film come the Last Crusade (l'Ultima Crociata), di Steven Spielberg o come La leggenda del Re Pescatore di Terry Gilliam. Vari film più o meno storici hanno come oggetto la ricerca di altre reliquie. Sull'arca dell'Alleanza è incentrato ad esempio il film I predatori dell'arca perduta, le tavole della Legge sono uno degli elementi centrali del kolossal I dieci comandamenti di Cecil de Mille.